# Edmund Adam Jarzyński
Edmund Adam Jarzyński (ur. 11 stycznia 1891 w Łańcucie, zm. 19 lutego 1973 w Łodzi) – polski spółdzielca, krajoznawca, działacz krajoznawczy, działacz ruchu opieki nad zabytkami, regionalista, autor książki Tajemnice starych kamienic, współtwórca „Wędrownika”.

## Nauka i praca zawodowa
W 1914 ukończył w Wiedniu Akademię Handlu Zagranicznego.
W 1916 w Rzeszowie był założycielem Spółdzielni Kółek Rolniczych i jej wicedyrektorem. Następnie pracował w spółdzielczości w Gdańsku.
Od 1936 zamieszkał i pracował w Łodzi. Był urzędnikiem Ubezpieczalni Społecznej w Łodzi, w tym czasie mieszkał w centrum miasta przy ówczesnej ulicy bp. Bandurskiego (ob. al. A. Mickiewicza) 26 (budynek nie istnieje).  
W czasie wojny wysiedlony przez Niemców wrócił do Rzeszowa, znów do Spółdzielni Kółek Rolniczych. W 1948 przeniósł się z powrotem do Łodzi i pracował tu w spółdzielczości.

## Działalność pozazawodowa
W 1948 związał się ściśle z Polskim Towarzystwem Krajoznawczym. W grudniu 1950 nastąpiło w Warszawie połączenie Polskiego Towarzystwa Tatrzańskiego z Polskim Towarzystwem Krajoznawczym w Polskie Towarzystwo Turystyczno-Krajoznawcze, a w Łodzi nastąpiło to w marcu 1951, powstał wtedy okręg łódzki, z którego z czasem wyodrębniły się oddziały, w tym Oddział Łódzki. W ten sposób został członkiem PTTK.
Należał do grona pionierów turystyki pieszej. W 1951 został pierwszym przewodniczącym Komisji Turystyki Pieszej Zarządu Okręgu PTTK w Łodzi. Jako jeden z pierwszych uzyskał uprawnienia Przodownika TP.
W 1952 zdobył uprawnienia przewodnickie. 
Był organizatorem i przez kilkanaście lat był sekretarzem Komisji Opieki nad Zabytkami Zarządu Okręgu PTTK w Łodzi, zajmował się gromadzeniem archiwum fotograficznego zabytków województwa łódzkiego, organizował szkolenia, wycieczki i zjazdy Opiekunów Zabytków.
Był współtwórcą i przewodniczącym Komisji Krajoznawczej Zarządu Okręgu PTTK.
Jego pasją było gromadzenie archiwalnych materiałów dotyczących Łodzi, a zbierane żmudnie informacje wykorzystał w wydanej w 1972 książce Tajemnice starych kamienic. 
W 1956 wraz z Kazimierzem Hemplem i Jerzym Pyrkoszem stworzył „Biuletyn Zarządu Okręgu PTTK w Łodzi” i do 1972 był jego redaktorem, autorem artykułów, głównie krajoznawczych, a także korektorem i wydawcą – słowem, wydawnictwo to ukazywało się dzięki jego wielkiej pracy. Zyskało sobie trwałe miejsce w dorobku PTTK w Łodzi, województwie i w kraju. Pismo ukazuje się nadal pod zmienionym tytułem „Wędrownik”, w 2006 obchodziło 50-lecie istnienia.
Przez kilkanaście lat organizował ponadto w lokalu Zarządu Okręgu PTTK tzw. „czwartki krajoznawcze” – cykl pionierskich prelekcji krajoznawczych, cieszących się znacznym powodzeniem.
Pochowany został na cmentarzu przy ul. Rzgowskiej w Łodzi.

## Koneksje rodzinne
Jego dziećmi są: Irena Popławska – historyk architektury łódzkiej i Zbigniew Jarzyński – artysta fotografik, autor m.in. licznych fotografii łódzkich zabytków.

## Odznaczenia
- Złota Odznaka „Zasłużony Działacz Turystyki”,
- Odznaka „Zasłużony Działacz Kultury”,
- Złota Honorowa Odznaka PTTK,
- Honorowa Odznaka Miasta Łodzi,
- Honorowa Odznaka Województwa Łódzkiego,
- szereg innych odznaczeń resortowych, spółdzielczych i organizacyjnych PTTK.